# Johann Schulte (Politiker, 1621)

Bürgermeister Johann Schulte (Stahlstich von F. Schröder)

Johann Schulte (* 14. Dezember 1621 in Hamburg; † 2. März 1697 ebenda) war ein deutscher Jurist, Ratssekretär, Ratssyndicus und Bürgermeister von Hamburg.

## Herkunft und Familie
Schulte war ein Sohn des Oberalten im Kirchspiel Sankt Petri Albert Schulte (1576–1652) aus dessen Ehe mit Gertrud von der Fechte († 1679). Seine Schwester Dorothea (1629–1674) heiratete Andreas Ramdohr.
Er heiratete am 12. August 1649 Elisabeth Reinstorp (1631–1709) und hatte mit ihr 13 Kinder. Von seinen Söhnen war Albert Schulte (1651–1702) Jurist, Ratssekretär und schließlich Protonotar in Hamburg, Johann Schulte (1662–1719) etablierte sich zunächst als Kaufmann in Lissabon, kehrte nach Hamburg zurück und wurde dort 1703 zum Ratsherrn gewählt und Günther Andreas Schulte (1665–1731) ließ sich in Livorno als Kaufmann nieder und starb dort unverheiratet als hamburgischer Konsul.

## Leben und Wirken
Schulte studierte nach seiner Schulbildung ab 1641 Jurisprudenz an den Universitäten Rostock, Straßburg und Basel. In Basel schloss er am 12. Juni 1647 sein Studium als Lizenziat der Rechte ab. Nachdem er Holland und Frankreich bereist hatte, kehrte er 1648 wieder nach Hamburg zurück und ließ sich dort als Advokat nieder.
Von 1651 bis 1652 war Schulte Präses des Hamburger Niedergerichts. Am 16. März 1658 wurde er zum Ratssekretär gewählt. Doch bereits drei Monate später übernahm er als Gesandter bei der Englischen Regierung in London die Geschäfte des verstorbenen Ratssyndicus Joachim Petersen (1611–1658). Am 20. Juli 1668 wurde Schulte – als Nachfolger von Barthold Twestreng (1612–1668) – zum Bürgermeister gewählt. Er war damit der einzige Hamburger Bürgermeister, der, ohne vorher dem Rat angehört zu haben, zum Bürgermeister aufgestiegen war.
Als Bürgermeister nahm Schulte 1672 und 1679 an den hamburgischen Gesandtschaften zu König Christian von Dänemark teil, um die Streitigkeiten zwischen Dänemark und Hamburg beizulegen. 1679 wurde der Pinneberger Interims-Rezess abgeschlossen, jedoch wurden die Streitigkeiten dadurch noch nicht beseitigt. 1686 belagerten dänische Truppen während der Unruhen um Cord Jastram und Hieronymus Snitger die Stadt Hamburg. Der Bürgermeister Heinrich Meurer floh aus der Stadt und Jastram und Snitger wurden hingerichtet. Auch die Absetzung des Ratsherrn Hieronymus Sillem durch die Hamburgische Bürgerschaft im Jahr 1696 fiel noch in Schultes Amtszeit als Bürgermeister. Erst mit dem Hauptrezess im Jahr 1712 kehrte wieder Frieden in die Stadt ein. Schulte erlebte diesen jedoch nicht mehr; er starb am 2. März 1697 und wurde am 9. März in der Hauptkirche Sankt Petri beigesetzt. Auf seinen Tod wurde ein Bürgermeisterpfennig geprägt.

## Werke
- Disputatio Iuridica de Collationibus. Spoor, Straßburg 1646.
- Disputatio Iuridica Inauguralis de Contributione Iactus. Decker, Basel 1647.
- Johann Schulte: Briefe des hamburgischen Bürgermeisters Johann Schulte Lt. an seinen in Lissabon etablirten Sohn Johann Schulte, geschrieben in den Jahren 1680-1685. Hrsg.: Ernst Merck. Perthes-Besser & Mauke, Hamburg 1856, OCLC 25851377 (Textarchiv – Internet Archive).